# Librije van Bourgondië

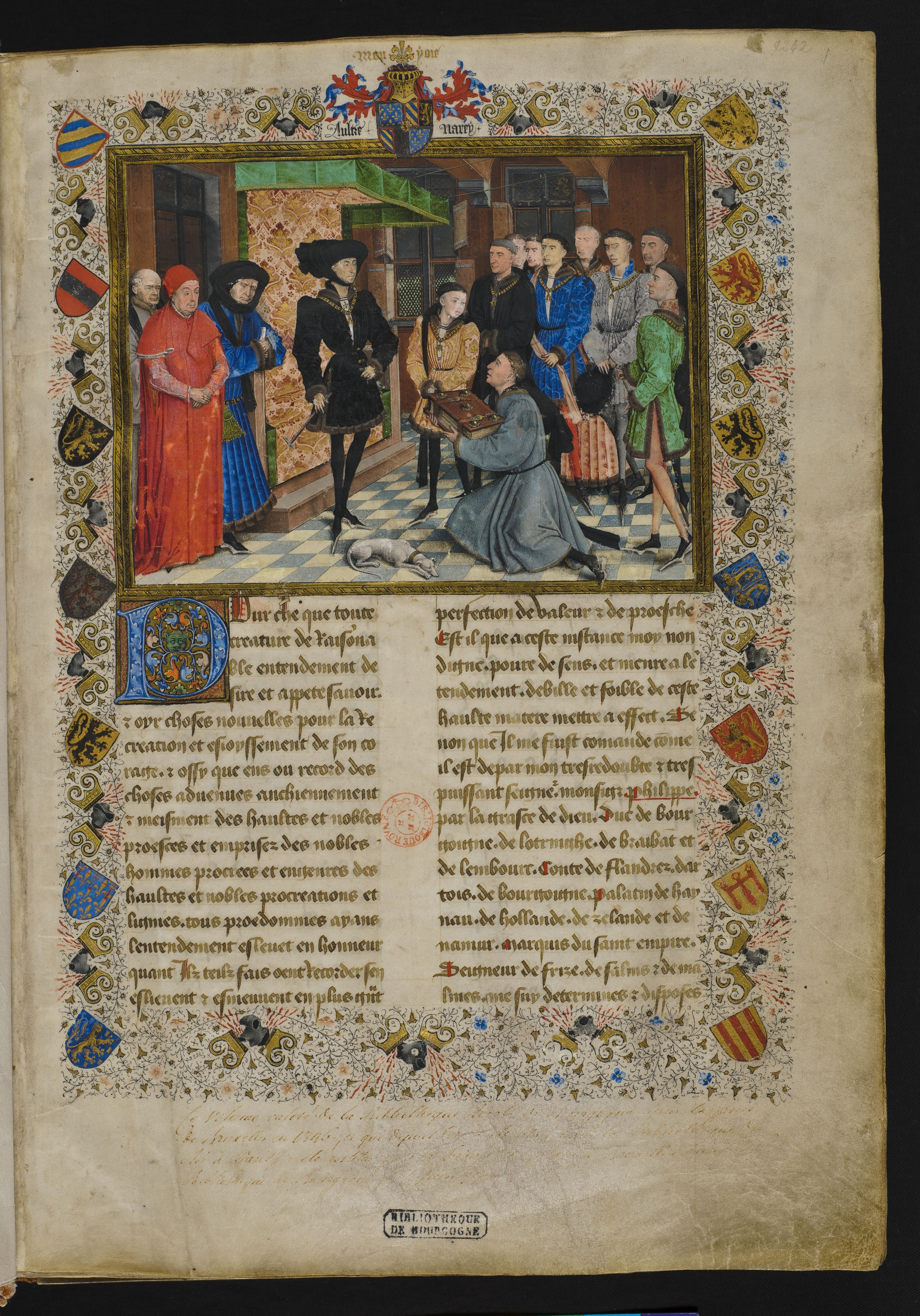
Miniatuur van Rogier van der Weyden, Frontispice van de Chroniques de Hainaut, Jean Wauquelin presenteert het boek aan Filips de Goede.

De Librije van Bourgondië is een bibliotheek die werd samengesteld door de hertogen van Bourgondië van het Huis Valois. De verzameling werd begonnen onder Filips de Stoute en verder uitgebreid door zijn erfgenamen. Filips II richt op 12 april 1559 de Koninklijke Bibliotheek van de Nederlanden op, waarin de Librije van Bourgondië wordt ondergebracht. Men kan de Librije van Bourgondië dan ook beschouwen als een rechtstreekse voorloper van de huidige Koninklijke Bibliotheek van België (KBR). Bij de dood van Filips de Goede was de Bourgondische Librije ongetwijfeld de grootste boekenverzameling in de Bourgondische Nederlanden en ze kon wedijveren met de bibliotheken van Karel V en Karel VI van Frankrijk, van de Hongaarse koning Matthias Corvinus, van Cosimo de Medici in Florence en met de pauselijke bibliotheek in Rome. Vandaag vormt de Librije een collectie van 280 manuscripten binnen de KBR. Ze zijn gemaakt door kopiisten als Jean Miélot, Jean Wauquelin en David Aubert en verlucht door miniaturisten als Willem Vrelant, Loyset Liédet, Jan Tavernier, Philippe de Mazerolles, Simon Marmion en Lieven van Lathem. Sinds 2020 worden de topstukken uit de Librije tentoongesteld in het KBR Museum.

## Geschiedenis

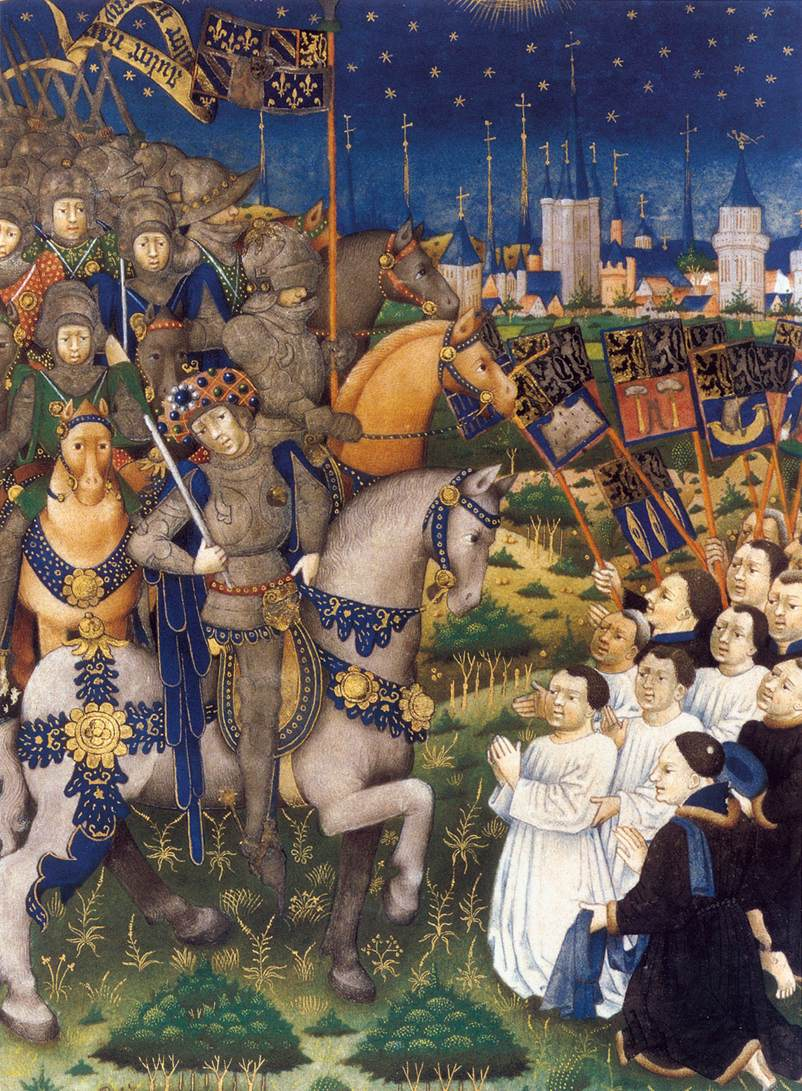
Na de nederlaag bij de Slag van Gavere in 1453, moesten tweeduizend Gentenaars Filips de Goede om vergiffenis smeken, in hun hemd, op hun knieën en in het Frans.

### Opbouw
Filips de Stoute, een zoon van Jan II van Frankrijk was zoals zijn vader en zijn broers Karel V van Frankrijk en Jan van Berry een liefhebber en verzamelaar van handschriften. Karel V (1338-1380)  was de stichter van de ‘Librairie royale’ die gehuisvest was in een toren van het Louvre en meer dan duizend manuscripten bevatte. 
Hij wil die kennis ook vulgariseren en laat daarom wetenschappelijke, historische, filosofische, astrologische en religieuze werken naar het Frans vertalen. 
Jean duc de Berry (1340-1416)  was waarschijnlijk de grootste verzamelaar van zijn tijd en gaf onder meer de opdracht voor Les Très Riches heures aan de gebroeders Van Limburg. Maar ook Filips de Stoute (1342-1404), zijn bijnaam dankt hij aan zijn moedig gedrag in de slag bij Poitiers, was een verwoed boekenverzamelaar. De inventarissen opgesteld na zijn dood in 1404 en die van zijn echtgenote Margaretha van Male in 1405 bevatten respectievelijk 70 en 135 volumes. Het is uiteraard zeer goed mogelijk dat een aantal van de volumes in de inventaris van 1404 opnieuw werden opgenomen in die van 1405 maar dit valt niet altijd op te maken uit de vage beschrijvingen. Bovendien had Margaretha op 9 mei 1404 afstand gedaan van de erfenis van de met Filips de Stoute gemeenschappelijk gebruikte roerende goederen met een acte de non communautée, uit angst voor de schuldeisers van haar overleden echtgenoot. Volgens recenter onderzoek telde de bibliotheken van Filips de Stoute en Margaretha van Male respectievelijk 88 en 147 werken. Men kan dus stellen dat een belangrijk deel van deze bibliotheek afkomstig was uit het boekenbezit van de graven van Vlaanderen waarvan Margaretha de laatste erfgename was.
Jan zonder Vrees was minder actief wat betreft het uitbreiden van de handschriftencollectie die hij van zijn ouders erfde. Bij zijn overlijden in 1419 bevatte de bibliotheek ca. 250 volumes (waarvan er 43 actueel bekend zijn). Bij het overlijden van zijn echtgenote Margaretha van Beieren in 1424 werden er een dertigtal handschriften geïnventariseerd, maar daarvan waren er waarschijnlijk een tiental geleend uit de bibliotheek van haar echtgenoot.
De belangrijkste uitbreiding van de bibliotheek vond plaats tijdens de regeerperiode van Filips de Goede, de Grote Hertog van het Westen. Na in het begin van zijn regeerperiode, in de jaren 1420 en 1430 veel tijd te hebben besteed aan de uitbouw en consolidatie van zijn gebieden, verbleef hij in de periode van 1430-1460 zeer frequent in de Zuidelijke Nederlanden. Het was vooral in de periode na 1445 dat Filips veel aandacht besteedde aan de uitbouw van zijn bibliotheek. Na zijn overlijden in 1467 telde de inventaris van de handschriften in zijn bezit 867 titels. Volgens Wijsman zijn er 879 werken op de inventaris van 1467, vandaag zijn er daarvan ca. vierhonderd geïdentificeerd waarvan ca. tweehonderdzeventig (63%) in de Koninklijke Bibliotheek van België en een honderdtal (25%) in de Bibliothèque nationale de France.
Ook Karel de Stoute zal de bibliotheek nog uitbreiden, hij liet onder meer een aantal antieke werken uit het Latijn naar het Frans vertalen en hij zorgde ervoor dat de codices die bij het overlijden van zijn vader onafgewerkt achterbleven alsnog werden voltooid en ingebonden. Bij zijn overlijden in 1477 werden er ca. 950 werken geteld.

### Verspreiding

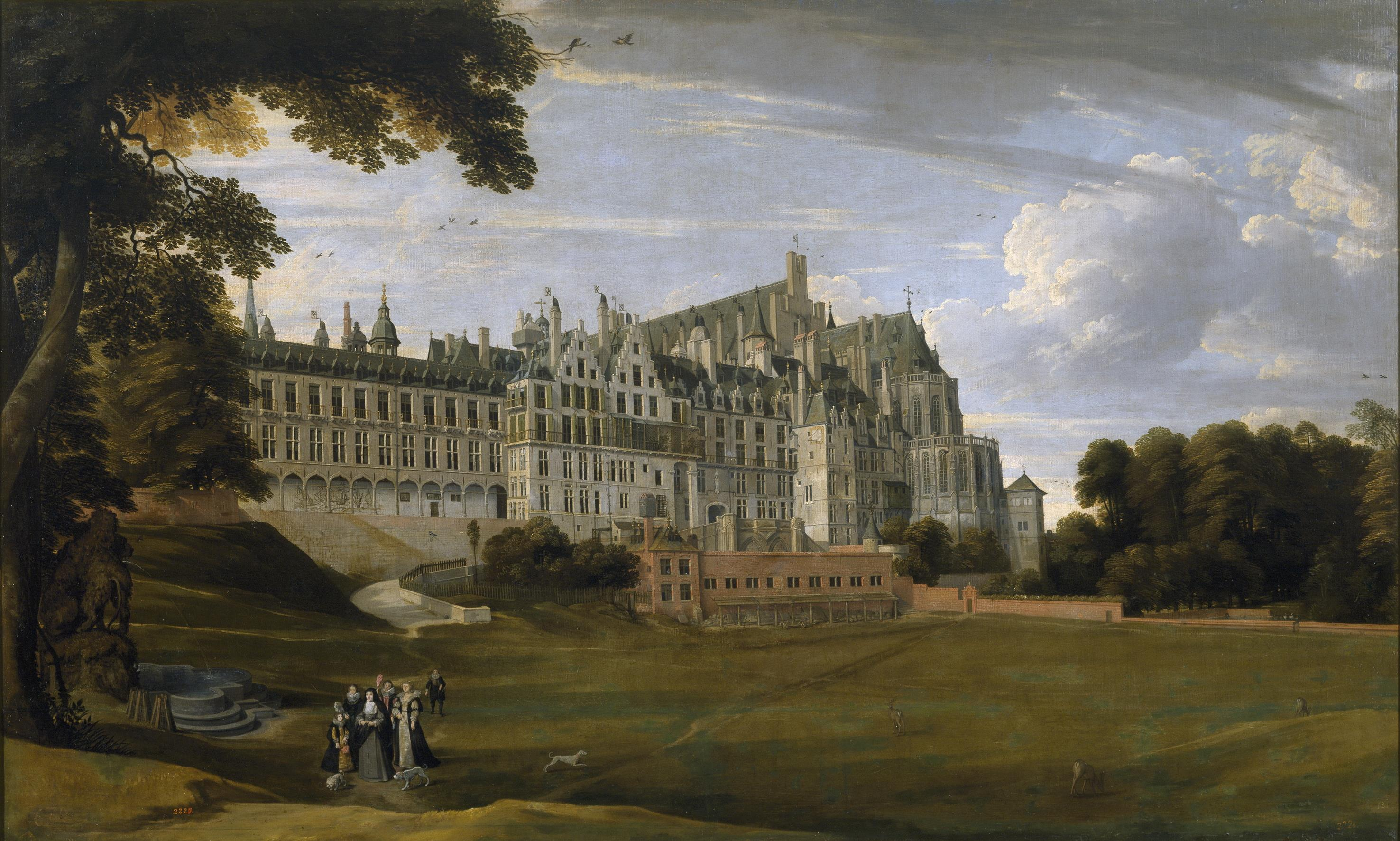
Het Paleis op de Coudenberg

Na de dood van Karel de Stoute werd er niet onmiddellijk een inventaris opgesteld, het zou bijna tien jaar duren eer de volgende grote telling gebeurde. Als we de werken uit de inventarissen van 1485, 1487 en 1504 samentellen komen we op 600 volumes. Dat betekent dat er tussen 1477 en 1504 al ca. 350 handschriften uit de verzameling waren verdwenen.
Via Maria van Bourgondië en Filips de Schone kwam de verzameling in de handen van Margaretha van Oostenrijk en vervolgens bij Maria van Hongarije, de zus van Keizer Karel V. Bij haar overlijden in 1558 kwam de bibliotheek terecht bij Filips II van Spanje die besloot een bibliotheek op te richten. Hij liet in 1559 alle boeken in zijn bezit in het paleis op de Coudenberg in Brussel onderbrengen. Die ‘Koninklijke Bibliotheek’ was nog steeds privé bezit. Ze wordt pas open gesteld voor het publiek in 1772 door Maria Theresia. In 1731 werd het Coudenbergpaleis door brand verwoest, maar de meeste handschriften konden tijdig gered worden. Ze werden ondergebracht in het Domus Isabellae, het in 1625 gebouwde huis van de gilde der boogschutters.
Bij de Franse bezetting van 1746 worden 180 handschriften van de Librije van Bourgondië in opdracht van Lodewijk XV door de Fransen gestolen en overgebracht naar Parijs, waar ze werden ondergebracht in de Bibliothèque du Roi. Slechts zeventig hiervan worden in 1770 door de graaf van Cobenzl naar Brussel teruggebracht. In 1794 tijdens de Franse Revolutie volgt er een tweede georganiseerde plundering van de bibliotheek door commissarissen van de Franse regering. Na de nederlaag van Napoleon in 1815 worden de werken door het Congres van Wenen terug aan de bibliotheek in Brussel toegewezen, maar ook deze keer blijven vele tientallen boeken in Parijs.

## Inventarissen
In de geschiedenis van de librije werden de inventarissen die meestal plaatsvonden bij het overlijden van de hertogen reeds vermeld. We geven hieronder een overzicht. Als men over een librije spreekt gaat men ervan uit dat hierbij een verzameling bedoeld wordt die zich op één plaats bevond in een bibliotheek. Dit was met de Librije van Bourgondië nooit het geval. De boeken dienden zowel voor de opleiding van de jonge leden van de familie als voor de lectuur van de hertogen en hun echtgenotes. Dikwijls werden een aantal boeken meegenomen bij de verplaatsingen van het hertogelijk hof. Illustratie hiervan zijn onder meer de 93 handschriften die zich in Dijon bevonden nadat Karel de Stoute bij Nancy gesneuveld was en de 22 bijzonder mooie en rijkversierde handschriften uit de inventaris ven 1485 in Gent, die misschien door Maria van Bourgondië geselecteerd waren voor de opvoeding van haar zoon Filips de Schone.
| Jaar | Plaats  | Rede van de inventaris               | Aantal boeken |
| ---- | ------- | ------------------------------------ | ------------- |
| 1404 | Parijs  | Overlijden van Filips de Stoute      | 80            |
| 1405 | Atrecht | Overlijden van Margareta van Male    | 149           |
| 1420 | Dijon   | Overlijden van Jan zonder Vrees      | 252           |
| 1420 | Dijon   | Overlijden van Margareta van Beieren | 31            |
| 1469 | Brugge  | Overlijden van Filips de Goede       | 878           |
| 1477 | Dijon   | Overlijden van Karel de Stoute       | 93            |
| 1485 | Gent    | Voor Maximiliaan van Oostenrijk      | 22            |
| 1487 | Brussel | Voor Maximiliaan van Oostenrijk      | 546           |
| 1504 | Brussel | Voor Filips de Schone                | 32            |

Bij het interpreteren van de cijfers in deze inventarissen moet men er rekening mee houden dat deze lijsten waarschijnlijk nooit volledig waren. Zo weet men bijvoorbeeld van de beroemde Chroniques de Hainaut die gemaakt werd in opdracht van Filips de Goede en uit drie volumes bestaat, dat alleen het tweede volume is opgenomen in de inventaris van 1469. Het is pas in de inventaris van 1504 dat de drie volumes worden vermeld.

## Inhoud

### Naar taal
Men kan de inhoud van de librije op verschillende manieren benaderen. Een eerste daarvan is de classificatie naar taal. Het gros van de werken in de bibliotheek was geschreven in het Frans, de moedertaal van de hertogen. Het aantal Franse werken bedroeg ca. 80% van het totaal, en het aantal Latijnse werken wordt geschat op ca. 15%. Voor het overige waren er zes Engelstalige handschriften, zeven in het Hoogduits en volgens de inventaris van 1467-1469 vijftien in het Nederlands. De Nederlandstalige boeken zijn overwegend religieuze werken, bij de Engelse daarentegen is er geen enkel religieus werk aanwezig. Ook de werken met Duitse teksten zijn overwegend religieuze en moralistische werken. Wijsman meent dat deze werken via de Hollandse graven en Jacoba van Beieren in het bezit van Filips kwamen, een andere mogelijkheid is dat ze afkomstig waren uit de bibliotheek van Elisabeth van Görlitz. Voor de zes Engelse handschriften kan men geen duidelijke herkomst achterhalen. Waarschijnlijk betrof het geschenken die Filips hier en daar kreeg, handschriften waren populaire geschenken in de middeleeuwen. De Nederlandse werken zouden voornamelijk, zoals de Duitse, afkomstig zijn uit de nalatenschap van de Hollands-Henegouwse graven.

### Naar onderwerp
Een andere manier om de bibliotheek in te delen is uiteraard naar de inhoud van de werken. Ook dit aspect is grondig bestudeerd op basis van de geïdentificeerde werken en op basis van de inventarissen. Volgens Blockmans kunnen 60 van de werken uit de Librije van Bourgondië die in de Koninklijke Bibliotheek in Brussel bewaard worden, beschouwd worden als werken die door Filips de Goede zelf werden besteld. Uit de studie van die werken blijkt dat Filips de Goede een voorkeur had voor religieuze, moralistische en geschiedkundige werken, eenenvijftig van de zestig door hem bestelde werken behoorden tot deze groep. Ook in de totale collectie vindt men gelijkaardige verhoudingen terug. Steeds volgens Blockmans ziet de verdeling er als volgt uit:
- 41% religieuze werken
- 17% werken over de moraal (o.m. prinsenspiegels en andere gedragcodes)
- 25% geschiedkundige werken
- 10% theologische en filosofische werken
- 8% literatuur

Uit een studie van Hanno Wijsman op een corpus van 3620 geïllustreerde handschriften geproduceerd in de Bourgondische Nederlanden, blijkt 70% religieus te zijn, 10% geschiedkundig, 4% filosofisch en 3% literatuur. Wijsman hanteert geen categorie die vergelijkbaar is met de werken aangaande moraal en gedrag. Merk op dat in dit corpus meer dan 50% van de werken getijdenboeken waren, het boek dat elke gegoede familie die het zich kon veroorloven in zijn bezit had, maar het was dan ook heel dikwijls het enige werk in de ‘bibliotheek’ van de gewone burger.
Uit de evolutie van de inhoud van de bibliotheek die men kan opmaken op basis van de inventarissen, blijkt dat in de 15e eeuw, vooral onder Filips de Goede, een trendbreuk ontstaat. Waar de bibliotheek tijdens de regeerperiodes van Filips de Stoute nog voornamelijk bestond uit religieuze werken, zien we bij het einde van de regering van Filips de Goede een overwicht aan didactische, historische en literaire werken. Deze evolutie werd al ingezet door Jan zonder Vrees.

## Doel van de bibliotheek
Filips de Stoute was een Franse Prins van het huis van Valois en was zoals zijn broers een fervent bibliofiel. De aanzet voor zijn boekenverzameling moeten we waarschijnlijk voornamelijk zoeken in het streven om net als zijn broers een belangrijke verzameling van kostbare handschriften aan te leggen, zoals vrij gebruikelijk was voor de hoge adel van die tijd. Uit de inventaris die na zijn dood werd opgemaakt kan men opmaken dat meer dan 60% van de werken in zijn bibliotheek van religieuze en liturgische aard zijn. De collectie van Margaretha van Male die in 1405 de bibliotheek vervoegde was zeker geen typische ‘vrouwenbibliotheek’ uit die tijd, maar de collectie van de graven van Vlaanderen die door vererving bij Margaretha was terechtgekomen.
Met Jan zonder Vrees, die van 1404 tot 1419 zal regeren zien we een gestage uitbreiding van het fonds en uit de inventarislijsten kan men opmaken dat er stilaan minder religieuze boeken en meer wereldse boeken aan de librije worden toegevoegd.
Filips de Goede die regeert van 1419 tot 1467 zal zich in het begin van zijn regeerperiode voornamelijk bezighouden met het uitbreiden van zijn rijk. Maar Filips is ook de eerste Bourgondische Hertog die zich meer en meer distantieert van het Franse koningshuis en zich onafhankelijk ervan gaat opstellen, de moord op zijn vader zal hier waarschijnlijk een rol in gespeeld hebben. Filips had een droom, het oprichten van een koningrijk dat zijn Bourgondische staten omvat en zou teruggaan op het Middenrijk, dat ontstond na de dood van Karel de Grote. Net zoals zijn uitgebreide en prachtlievende hofhouding is zijn bibliotheek een middel om zijn aanspraken op het koningschap te ondersteunen. Zijn bibliotheek kon terecht koninklijk genoemd worden en was groter dan de bibliotheek van het Franse koningshuis die in de Honderdjarige Oorlog verspreid was geraakt. Maar ook de aard van de werken die in zijn opdracht gemaakt worden wijzen in die richting. De historiografische werken die hij besteld moeten zijn politieke doelen wettigen door te wijzen op de afkomst van zijn geslacht en zijn rechten op de erfenis van de koningen van Midden-Francië of Lotharingen. Zijn zoon Karel de Stoute zal het leven laten bij de realisatie van een gedeelte van die droom namelijk in de strijd om het bezit van Elzas-Lotharingen.